# Камачо, Байрон
Байрон Дарвин Камачо Баутиста (исп. Byron Darwin Camacho Bautista; род. 24 мая 1988, Эсмеральдас) — эквадорский футбольный защитник клуба «ЛДУ Портовьехо».

## Карьера
С 2003 года Байрон представлял «ЛДУ Кито» на юниорском уровне, в 2007 году был введён в первую команду. В победном для команды Кубке Либертадорес 2008 года отыграл полные матчи группового этапа с «Либертадом» и «Флуминенсе», а также выходил на замену в гостевой игре 1/8 финала против «Эстудиантеса» и полуфинальной игре с «Америкой» в Мехико. Также провёл 8 игр в чемпионате Эквадора 2008 года, где ЛДУ финишировал вторым.
Сезон 2009 года Камачо провёл в аренде в клубе эквадорской Серии B «Аукас», с которым занял последнее место в таблице. В сезоне 2010 года был арендован у ЛДУ новичком Серии B — клубом «Универсидад Текника де Котопахи».
В сезоне 2011 года перешёл в «Текнико Университарио» и вышел с этим клубом по итогам года в Серию A, однако в сезоне 2012 года клуб вылетел из элитного дивизиона.
В сезоне 2013 года вновь добился повышения в классе, заняв второе место в Серии B с командой «Мушук Руна», но сезон 2014 года провёл там же, заняв итоговое четвёртое место с «ЛДУ Портовьехо».
Сезон 2015 года Байрон провёл в Серии A, выступая за местный «Ривер Плейт», но в 2016 году вернулся в Серию B для выступлений за «ЛДУ Портовьехо».

## Достижения

### Командные
Как игрока «ЛДУ Кито»:
- Кубок Либертадорес:
  - Победитель: 2008
- Чемпионат Эквадора:
  - Второе место: 2008

Как игрока «Текнико Университарио»:
- Серия B:
  - Победитель: 2011 (выход в Серию A)

Как игрока «Мушук Руна»:
- Серия B:
  - Второе место: 2013 (выход в Серию A)